# 근대 화학의 성립
근대 화학의 성립은 화학 혁명(Chemical Revolution)으로 촉진된 과학적 사건으로, 현대 화학의 중요한 기반이 되었다.
근대 화학을 이룩한 화학 혁명은 천문학 혁명이나 고전 역학의 혁명보다는 상대적으로 늦은 18세기에 일어났다. 화학 혁명이 늦게 일어난 이유는 물질의 근원을 원소라고 생각하였던 물질관, 기체를 물질로 인식하지 못했던 점 등을 들 수 있다. 18세기 기체 화학이 발달한 이후 라부아지에의 정량적인 실험에 의해 연소 현상에 대한 플로지스톤설이 무너져, 연소에 대한 새로운 이론이 등장하고 나서야 비로소 화학도 혁명을 맞이했던 것이다.

## 화학 혁명

### 기체 화학의 발달
중세 연금술사들도 실험 과정에서 다양한 기체를 관찰 할 수 있었으나, 그들은 그러한 기체들을 원소 중 하나인 공기라고 여기지 않았다. 공기와 기체를 구분한 최초의 인물은 벨기에 귀족 출신인 얀 밥티스타 판 헬몬트였다. 그는 ‘혼돈’ 또는 ‘공간’이라는 의미를 가진 그리스어 ‘카오스(chaos)’에서 착안하여 기체를 ‘가스(gas)’라고 불렀다. 또한, 기체는 고체나 액체처럼 여러 종류가 있으며, 공기는 기체의 한 종류라고 생각했다. 그러나 당시에 대부분의 사람들은 이러한 그의 생각을 수용하지 않았고, 기체를 종류와 관계 없이 공기[air]라고 부르는 습관을 오랫동안 지속하였다.
정량적인 실험을 토대로 한 근대 화학은 로버트 보일로부터 시작되었다. 그가 살았던 17세기까지는 진공을 부정하는 사고방식 때문에 원자설이 보편적으로 수용되어 있지 않았다. 그러나 보일은 다른 과학자들과는 달리 진공의 개념을 수용함으로써 고대 그리스 시대의 원자설을 바탕으로 한 입자 가설을 통해 물질의 성질을 설명하려고 하였다. 즉, 보일은 물질의 성질이 입자의 운동, 모양, 배열 등에 의해 결정된다고 보았던 것이다. 그의 이러한 기계론적 생각은 데카르트로부터 영향을 받은 것이며, 훗날 돌턴이 원자설을 제기하는 데 로버트 보일이 제시한 개념들을 참고하기도 하였다.
로버트 보일은 공기 펌프를 이용하여 진공을 만들고 공기의 물리적 성질을 연구하였다. 이 연구로부터 그는 공기의 압력과 부피와의 관계를 제시한 ‘보일의 법칙’을 발견하였다. 또한, 유리로 만든 종 속에 열을 가한 철판을 넣은 후 유리 종에서 공기를 뽑아낸 뒤에 가열된 철판 위에 가연성 물질을 올려놓으면 타지 않는다는 사실로부터 연소에는 공기가 필요하다는 결론을 내렸다.
로버트 보일은 원자론을 바탕으로 새로운 원소 개념을 형성하였다. 그는 어떤 물질이 몇 개의 다른 물질로 분해된다면 그 물질은 참된 원소가 될 수 없다고 생각하였다. 이러한 그의 생각은 과거의 원소개념과는 매우 다른 것이었다. 또한, 보일은 화학의 진정한 역할은 물질의 성분과 그 조성을 알아내는 것이라고 강조하고, 화학을 의학과 같은 다른 분야와 분리하여 실험 과학으로 발전시키는 데 큰 공헌을 하였다.
18세기에 이르러서 공기에 대한 탐구가 본격적으로 이루어지게 되었다. 이로부터 고유한 성질을 나타내는 여러 종류의 공기가 있다는 사실이 밝혀졌다. 이산화탄소, 질소, 수소, 산소와 같은 기체들이 이 당시에 규명된 것들이다.
18세기의 과학자들은 오늘날과는 다른 이름으로 기체를 불렀다. 조지프 블랙은 탄산마그네슘이나 탄산칼슘과 같이 탄산을 함유하는 염을 서서히 가열하면 항상 이산화탄소가 발생하는 것을 보고, 염 안에 이산화탄소가 고정되어있다는 맥락으로, 이산화탄소를 ‘고정 공기’라 부르기도 했다.
조지프 블랙은 기체를 연구하면서 저울을 사용하였다. 블랙의 그러한 연구 방식은 정량적인 근대 화학의 기초를 닦았다. 또한, 기체를 신비하게 생각하는 사고로부터 벗어나 기체가 고체나 액체와 동등한 위치에서 반응하고 결합한다는 사실을 밝혀냈다. 더욱이, 공기가 물질의 근본 원소가 아니고 이산화탄소가 공기에 포함될 수 있다는 사실을 밝힘으로써 고대 그리스 시대부터 계속되어 온 물질의 원소설을 부정할 수 있는 근거를 마련하였다.

### 플로지스톤설
17세기와 18세기에 화학자들의 관심 중 하나는 연소 현상이었다. 그 당시 화학자들이 보편적으로 수용했던 연소에 대한 이론은 플로지스톤설이었다.
플로지스톤설에서는 물질을 재와 플로지스톤으로 구성되어있다고 여긴다. 플로지스톤(Phlogiston)은 그리스어로 ‘불타는 것’이라는 의미를 가진 단어로, 열을 물질로 보는 견해로부터 기인된 개념이다. 17, 18세기 화학자들은 연소가 일어날 때 열이 발생하는 현상을 온도가 높아지면 매우 가벼운 물질인 플로지스톤이 물질로부터 튀어나간다고 설명하였다. 기름이나 유황과 같이 잘 타는 물질은 플로지스톤을 많이 포함한 물질이고, 수소와 같이 타고 나서 아무것도 남지 않는 물질은 플로지스톤 그 자체라고 여겼다. 그리고 공기 중에 플로지스톤이 가득 차게 되면 연소 현상이 정지한다고 여겼다.
그러나 플로지스톤설로 설명하기 힘든 것이 연소 전후의 무게의 변화에 대한 것이었다. 나무와 같은 물질은 연소 후 재가 나무보다 가볍지만, 금속의 재는 연소 전 금속보다 무거워진다. 독일의 화학자 게오르그 에른스트 슈탈은 이러한 모순점을 설명하려고 시도한 최초의 화학자였다. 그는 무게의 반대 개념인 가벼움을 설정하여, 플로지스톤이 금속으로부터 튀어나갈 때는 금속에서 가벼움이 줄어들어 무겁게 된다고 설명하였다. 결국, 플로지스톤은 ‘음의 무게’도 가지는 물질로 개념이 수정된 것이다. 슈탈의 이러한 제안은 정량적인 실험을 추구하던 근대 화학자들에게 흡족한 설명은 아니었지만, 다른 방안이 제시되기 까지는 널리 받아들여질 수밖에 없었다.

### 질량 보존 법칙에 대한 사고의 형성
18세기 중엽까지 과학자들은 ‘원소설’에 근거하여 한 원소가 다른 원소로 변화될 수 있다고 여기고, 그것을 입증하기 위한 여러 실험을 수행하였다. 프랑스의 과학자 앙투안 라부아지에도 물이 흙으로 변화되는지 알아보는 실험을 하였다. 그는 페리칸이라고 하는 밀폐된 용기를 직접 만들어 그 속에 물을 넣고, 80~90도씨를 유지하며 100일간 가열하였다. 이러한 가열과정에서 물 속에 부유물이 침전되었는데, 라부아지에는 가열된 물과 침전물의 질량을 정밀하게 측정하여 가열 전과 후의 질량 변화가 약 0.013g정도임을 확인하였다. 이로부터 그는 반응에 따른 질량 변화는 거의 없다고 여겼다.
또한, 유리로 만든 레토르트 (물질을 증류 또는 건류시키기 위하여 사용하는 유리 또는 금속제 기구) 속에 주석을 넣고 입구를 가열하여 늘이는 동시에 당김으로써 밀폐시킨 후, 이 장치를 가열하는 실험을 하였다. 주석은 검게 변하였고, 용기 전체의 질량은 약 0.014g정도 감소하였다. 라부아지에는 그러한 차이는 0으로 간주할 수 있다고 여기고, 1774년 자신의 실험과 그 결과를 발표하였다.
라부아지에는 그러한 실험을 통해 질량 보존의 법칙을 발견하였다고 생각하지는 않았다. 질량 보존에 대한 사고가 고대부터 있었기 때문이다.
그러나 라부아지에가 했던 중요한 일은 질량 보존의 법칙을 실증적으로 증명했다는 점이다. 그는 ‘과학도 기하학과 마찬가지로 전체는 부분의 합과 같다는 것이 진리이므로, 모든 반응의 전과 후에는 같은 양의 물질이 존재한다는 것을 전제하여도 좋다.’고 주장했으며, ‘모든 화학 실험은 이 원리에 기초하고 있다.’라고 말했다. 이후 약 100년 후에 독일의 란돌트(Hans Heinrich Landolt) 등이 극도로 정밀한 실험을 통해 저울의 오차 범위 내에서 질량 보존의 법칙이 성립함을 증명하였다.

### 새로운 연소이론
라부아지에는 음의 질량을 가정하는 기존의 플로지스톤설에 만족하지 않았다. 그는 금속을 태운 금속재가 금속보다 무겁다는 사실에 주목하여, ‘무게의 증가가 공기의 흡수와 관련이 있다’는 생각을 하였다. 그래서 라부아지에는 기체의 발생과 흡수에 관련된 기존의 실험 논문들을 검토하고, 동일한 실험이 연구하는 사람마다 다르게 기술되어 있다는 사실을 파악하였다. 그는 이러한 문제를 해결하기 위해 이전의 자료들을 무시하고 모든 것을 다시 실험해 봄으로써 새로운 이론을 확립하고자 했다.
라부아지에는 플라스크에 수은을 넣은 후 가열시켜 로버트 보일의 실험을 되풀이하였다. 로버트 보일은 플라스크를 밀폐시키지 않는 실험을 하였는데, 라부아지에는 플라스크를 밀폐시키지 않는 실험과 밀폐시키는 실험 모두를 행한 후 두 결과를 비교하였다. 그 결과 두 실험 과정에서 수은의 질량의 변화가 없다는 사실을 확인하였다. 그러나 공기의 부피는 줄어들었고, 줄어든 공기의 무게만큼 수은의 무게가 증가하였다는 사실을 발견하여 연소가 공기 중의 어떤 물질과의 결합이라고 생각하게 되었다.

### 새로운 원소에 대한 정의
라부아지에는 실험을 통해 로버트 보일이 주장했던 원소의 개념을 보다 명확히 하여 ‘원소란 현재까지의 어떤 수단으로도 분해할 수 없는 물질’로 정의하였다. 따라서 원소는 잠정적인 상황일 수 있으며, 분해 기술이 발달하게 되면 화합물로 밝혀질 수도 있는 여지를 갖고 있었던 것이다. 라부아지에는 약 33종을 원소로 보았는데, 그 중에는 당시의 실험 수준으로는 분해할 수 없었던 산화물도 포함되어 있었다. 라부아지에가 주장한 원소는 과거 그리스 시대부터 내려왔던 원소와 매우 다르다. 그가 생각했던 원소는 추상적인 개념이 아니라 ‘화학 분석에 의해 도달할 수 있는 실체’였다.
1781년 조지프 프리스틀리는 수소와 산소의 혼합물을 폭발시키면 기체가 모두 소비되어 나중에는 물방울만 남는다는 사실을 발견하였다. 헨리 캐번디시는 이 실험을 되풀이하여 물은 산소 1.00부피와 수소 2.02부피의 결합으로 이루어져있다는 사실을 밝혀냈다. 이 실험은 물이 원소가 아님을 증명하는 결정적인 증거로, 고대 그리스 시대부터 받아들져 오던 원소설이 무너지게 되었다. 라부아지에는 이러한 실험 결과로부터 물이 화합물이라고 생각하게 되었다. 라부아지에는 원소 정의를 새롭게 하여, 그 당시 실험으로 더 이상 분해되지 않았던 수소와 산소를 원소로 규정하였다.
물과는 달리 열을 물질의 근본 원소로 여기는 열소설은 근대 화학이 성립된 후에도 한동안 지지를 받았다. 연소 현상에서는 항상 열이 방출되므로 플로지스톤설에서 플로지스톤은 ‘불의 원소’란 의미를 가지는 원소의 일종이었다. 그러나 플로지스톤설을 부정한 라부아지에조차도 열을 원소로 보는 시각은 버리지 못하고 열을 계속하여 열소[caloric]이라 불렀다.
라부아지에는 열소의 무게를 측정하는 데 실패했지만, 열소를 무게가 없는 유체 물질로 생각했다. 라부아지에가 음의 질량 때문에 플로지스톤설을 반박했다는 점을 고려한다면 이는 모순적인 태도라 할 수 있다. 그러나 그는 연소가 일어날 때 열이 발생하는 이유를 열소와 산소의 결합 때문으로 보았다. 열이 물질이 아니라 에너지의 한 형태라는 생각은 19세기에 가서야 나타나게 되었다. 라부아지에가 열소를 지칭하는데 사용한 단어인 칼로릭(caloric)은 오늘날 칼로리(calorie)라는 열량의 단위로 변용되고 있다.

## 입자적인 물질관의 형성

### 돌턴의 원자설

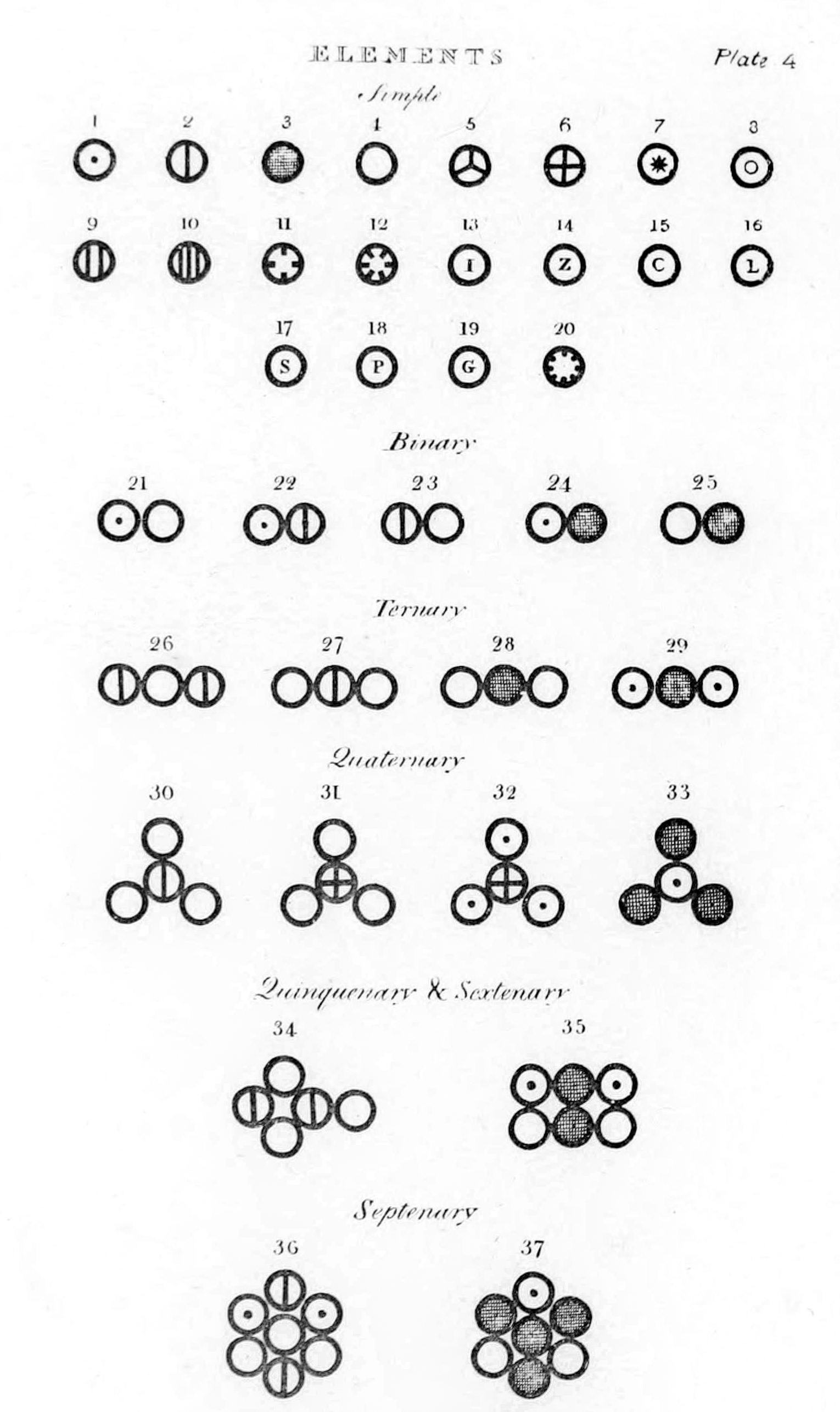
돌턴이 기호로 표현한 원소와 화합물의 기호

기체에 대한 지식이 축적되면서 기체가 물질이지만 눈에 보이지 않는 이유가 무엇인지에 대한 설명하기 위한 학설들이 등장하였다. 돌턴이 제기한 원자설이 그러한 학설들 중 하나였다.
원자라는 입자의 기계적인 움직임에 대한 사고는 고대 그리스 시대부터 형성되었지만, 기체를 본격적으로 연구하기 시작한 로버트 보일부터 서서히 실험적으로 받아들여지기 시작하여 돌턴에 이르러 정리되었다. 보일은 대기를 연구하는 과정에서 대기가 몇 종류의 기체가 섞인 혼합물이라는 결론을 내렸다.
돌턴은 이 기체들을 라부아지에가 말한 원소로 간주하고, 이러한 원소들은 ‘각각 일정한 성질과 질량을 가진 원자라고 하는 작은 입자로 이루어져 있다’고 여겼다. 그리고 화합물은 ‘서로 다른 종류의 원자가 결합한 입자로 이루어져 있다.’고 보았다. 또한, 원자는 파괴되거나 창조되지 않는다고 생각하였다.
이러한 그의 생각은 물질의 근본을 원소로 보는 시각과 이러한 원소의 전환을 가능하다고 보았던 연금술적인 사고와는 매우 다르다. 돌턴은 이러한 그의 생각으로부터 물질의 고유한 질량과 화학적 특성, 그리고 반응할 때 질량의 규칙성 등을 설명할 수 있다.
라부아지에는 원소를 ‘실험적으로 더 이상 분해할 수 없는 물질’로 규정하였는데, 돌턴은 원소가 더 이상 분해될 수 없는 이유는 바로 같은 종류의 원자들로 이루어져 있기 때문으로 보았다. 마치 사과 더미에서 사과를 나누어도 항상 사과이듯이 원소를 분해하여도 늘 같은 물질인 이유를 동일한 원자들의 모임으로 설명하였던 것이다. 돌턴은 원소라는 물질을 입자인 원자의 개념으로 설명한 최초의 과학자였다.
라부아지에는 물이 수소와 산소 원소로 이루어진 화합물이라는 것을 밝혀냈다. 즉, 라부아지에는 수소 원소와 산소 원소가 결합되어 화합물로서의 수증기를 구성한다고 설명하였다.
한편, 돌턴은 같은 종류의 원자는 친화력이 없기 때문에 결합하지 못한다고 여기고, 한 종류의 원자로 이루어진 원소는 독립된 원자들이 독립적으로 존재하는 형태라고 생각했다.
그리고 돌턴은 기체의 압력을 동일한 종류의 원자끼리 작용하는 반발력의 개념으로 설명하였다. 다른 종류의 원자는 서로 친화력이 작용하기 때문에 기체의 압력에 아무런 영향을 미치지 못한다고 생각하였다. 돌턴은 그러한 사고로부터 ‘부분 압력의 법칙’을 창안하였다. 즉, 혼합 기체에서 각각의 기체는 그것이 단독으로 존재할 경우, 나타내는 압력과 동일한 압력을 나타내며, 각 기체의 부분 압력의 총합이 혼합 기체의 전체 압력이 된다는 것이다.

### 아보가드로의 가설
돌턴의 원자설로는 그 당시 조제프 루이 게이뤼삭에 의해 밝혀진 기체 반응의 법칙을 설명하기 어려웠다. ‘기체 반응의 법칙’은 기체가 반응할 때 반응하는 기체와 생성되는 기체의 부피 사이에 항상 간단한 정수비가 성립한다는 것이다. 그런데 질량비의 규칙성을 밝힌 일정 성분비의 법칙이나 질량 보전의 법칙과는 달리, 부피비는 보존되지 않았다. 예를 들어, 수소 기체 4L와 산소 기체 2L가 반응하면, 수증기는 6L가 되지 않고 4L가 생기는 식이었다.

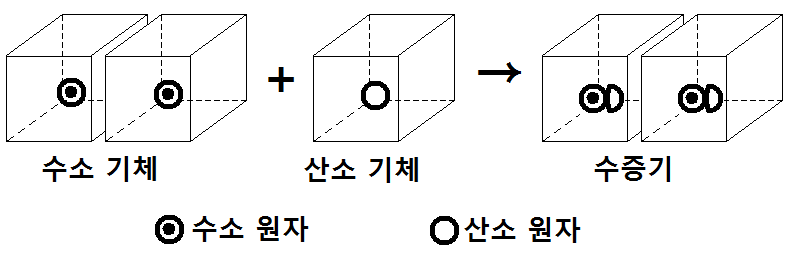
아보가드로가 생각한 돌턴의 원자설의 문제점

돌턴의 원자설에는 원자가 차지하는 부피에 대한 개념이 포함되어 있지 않았다. 그 당시 돌턴의 원자설을 받아들였던 과학자 중 한 사람인 아보가드로는 돌턴의 원자설의 한계를 해결하기 위하여 고심하던 중에 한 세대 전 과학자인 보일의 법칙에 대한 논문을 접하였다. 이 논문에서 보일은 어떤 종류의 기체라도 압력과 부피의 곱은 일정하다고 주장했다. 이 주장으로부터 아보가드로는 ‘일정 부피를 취하면, 기체의 종류에 관계없이 기체의 압력은 동일할 것’이라고 여겼다. 돌턴은 기체의 압력을 같은 종류의 원자들의 수에 의해 결정된다고 보았다. 따라서 아보가드로는 ‘같은 부피 안에는 기체의 종류에 관계없이 동일한 수의 입자가 존재한다.’고 가정하였다. 아보가드로의 가설은 기본적으로 돌턴의 원자설에 그 토대를 두었다. 단지 원자설에는 포함되어 있지 않은 정보, 즉 원자가 차지하는 부피에 대한 고려를 첨가하려고 하였다. 그런데 돌턴의 원자설과 자신의 가설을 접목하는 과정에서 문제에 부딪히게 되었다. 즉, 기체 반응의 법칙에 부합하면서 같은 부피 안에 항상 같은 수의 입자가 존재하려면 돌턴의 원자가 반으로 쪼개져야 하는 것이다.

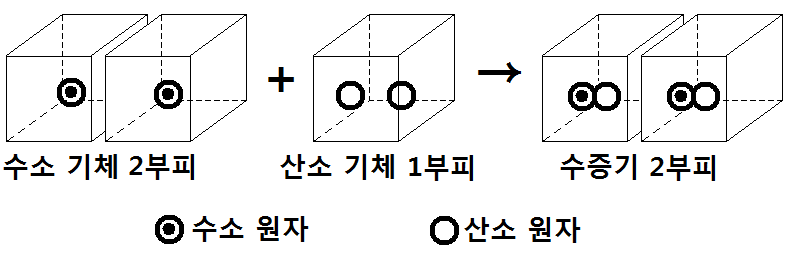
그림 1
돌턴이 생각한 기체 반응의 법칙

아보가드로는 위와 같은 문제를 해결하기 위하여 ‘같은 종류의 두 원자가 결합한 분자’의 개념을 제시하였다. 그러나 당대의 과학자들은 돌턴의 주장을 전적으로 받아들이고 있어서, 같은 종류의 원자 사이에는 친화력이 작용하지 아니하고 반발력이 작용한다고 믿고 있었다. 따라서 아보가드로의 가설은 제시된 때에 수용되지 않았다. 돌턴은 당연히 아보가드로의 견해를 받아들이지 않았는데, 돌턴은 그림 1과 같은 방식으로 아보가드로가 제기한 문제를 해명하고자 하였다.
돌턴의 생각과 아보가드로의 생각의 가장 큰 차이점은 일정 부피 안에 일정 수의 원자가 존재할 수 있는가 없는가 하는 점이었다. 그러나 돌턴의 문제점은 실험 결과가 나온 후에 설명은 가능하지만, 실험의 결과를 예측할 수는 없다는 단점이 있었다.
아보가드로가 생각한 원소의 개념과 돌턴이 생각한 원소의 개념 간에는 많은 차이점이 있다. 아보가드로는 기체 원소를 두 개의 원자가 결합한 분자의 형태로 보았지만 돌턴은 기체 원소를 원자가 독립적으로 존재하는 형태로 보았다. 그러나 한 종류의 원자로 이루어진 물질이라는 생각은 동일했다. 오늘날의 시각으로 볼 때 비활성 기체인 네온이나 아르곤, 헬륨과 같은 기체 물질의 경우에 대해서는 돌턴의 생각이 옳았고, 수소, 산소, 질소와 같은 기체 물질의 경우에 대해서는 아보가드로의 견해가 타당한 것이었다.
근대의 과학자들은 화학 반응이 일어나는 이유가 물질의 고유한 친화력 때문이며, 반응 물질은 서로 일정량이 화합하여 친화력이 서로 충족되는 화합물을 형성한다고 생각하였다. 그러나 그 당시에는 오늘날과 같은 화학 결합에 대한 이해가 없었기 때문에 화합물과 혼합물을 구분하지 못했었다. 예를 들어, 당시에는 용매와 용질의 친화력 때문에 일어난다고 보았던 용해 현상과 금속과 산의 반응을 구분하지 못했다. 따라서 화학 변화가 일어나 새로운 화합물이 형성될 때에 반응물의 질량비가 일정하다는 개념을 도출하는 데에도 많은 어려움이 따랐다. 이러한 혼란으로 인해 일정 성분비의 법칙을 주장했던 조제프 루이 프루스트와 이를 반박하고 가변적인 화합비를 주장한 클로드 루이 베르톨레의 논쟁은 유명하다.
베르톨레는 프루스트의 일정 성분비의 법칙을 반박하기 위해 용액과 합금을 사례로 제시했다. 그러나 프루스트는 이를 반박하지 못하고 단지 자연의 의지로 일정한 비율로 결합하는 화합물이 실제 존재한다는 사실을 강조하였다.
이후 여러 과학자들의 노력으로 질량비의 규칙성이 받아들여졌으며, 이를 근거로 하여 한 화합물을 기준으로 다른 화합물들의 반응 질량비를 계산하는 ‘당량(equivalent mass)의 개념’이 등장하였다. 이러한 당량의 개념을 험프리 데이비경은 수소를 1로 보아 기준으로 삼아 사용하였고, 패러데이는 전기 화학 당량을 주장하는 등 여러 과학자들이 자신만의 당량 값을 사용하였다.
당량 값이 통일되지 못했던 가장 큰 이유는 물질을 구성하는 기본 입자인 원자와 분자의 개념이 정립되지 못했기 때문이었다. 과학자에 따라 같은 실험도 다른 화학식으로 표현되었다. 따라서 엄밀한 실험을 바탕으로 결정한 당량의 개념이라 할지라도 혼란을 초래하였다. 심지어 어떤 물질은 반응 결과에 따라 복수의 당량 값을 가지기도 했다. 한편, 돌턴과 그의 원자설을 받아들인 일부 과학자들은 당량 대신 원자량을 사용하였지만, 혼란을 피할 수는 없었다.
1860년에 열린 제1차 국제화학자회의에서 이탈리아의 과학자 스타니슬라오 칸니차로(Stanislao Cannizzaro)는 돌턴의 원자설을 개선한 아보가드로의 가설을 받아들일 것을 주장하였다.
그 후 과학자들은 이 가설을 점차 받아들이게 되어 기체 상태 화합물의 상대적인 분자량을 측정하고 일정 비율의 분자식을 얻음으로써 이러한 혼란은 사라지게 되었다. 즉, 아보가드로의 가설은 그 당시 필요에 의해 수용되었던 것이다.

### 주기율표의 발견
1860년경에는 약 63종의 원소들이 발견되었고, 이들의 특성은 일일이 나열되어 화학을 배우는 학생들에게 제시되었다. 그러나 어떤 원소들은 물질의 반응성과 같은 성질이 매우 유사하였다. 이러한 점을 깨달은 러시아의 과학자 멘델레예프는 화학을 배우는 학생들을 위해 원소들 간의 공통점을 찾으려고 노력하였다.
멘델레예프는 카드에 각각의 원소들과 이들의 원자량을 적어 나열함으로써 어떤 규칙성을 발견하였다. 즉, 원자량의 증가 순서대로 원소를 나열하여 보면, 수소를 제외하고8번째 원소들마다 화학적 성질이 유사한 것으로 나타났다.
이러한 규칙성은 항상 맞지 않았는데, 그 이유는 일부 원소들이 그 당시에 밝혀지지 않았기 때문이다. 멘델레예프는 칼륨과 칼슘 다음에 오는 원소인 티타늄이 붕소나 알루미늄과 유사한 성질을 가지고 있지 않고 오히려 탄소나 규소와 유사한 성질을 가지고 있다는 사실을 알고 있었다.
그러나 멘델레예프는 ‘원자량 증가의 순서상 8번째마다 유사한 성질이 반복된다.’는 자신의 가설을 접지 않고, 칼슘과 티타늄 사이에 빈 칸을 남겨 두었다. 그리고 붕소나 알루미늄과 유사한 성질을 지니고 원자량이 40(칼슘)과 48(티타늄) 사이인 물질이 존재할 것이라고 예측하였다. 멘델레예프는 이와 같은 방법으로 그 당시 발견되지 않았던 세 가지 원소와 그 성질을 예측하였는데, 이러한 예측은 얼마 후 사실로 밝혀졌다.
멘델레예프는 1869년 이러한 자신의 생각을 논문으로 발표하였다. 멘델레예프의 예측이 맞는 것으로 드러나게 되면서 원자의 기본 구조에서 원자량이 의미하는 바에 대한 관심이 커지게 되었다.

## 같이 보기
- 화학 혁명